# IC 1243
IC 1243 је група звијезда у сазвјежђу Змијоноша која се налази на листи објеката дубоког неба у Индекс каталогу.
Деклинација објекта је + 10° 46' 2" а ректасцензија 17h 10m 24,5s.